# Tour du Petit Saint-Bénigne
La tour du Petit Saint-Bénigne est un édifice situé dans la ville de Dijon, dans la Côte-d'Or en région Bourgogne-Franche-Comté.

## Histoire
Les siècles des principales campagnes de construction sont le IXe siècle et le XIe siècle.
La tour dite du Petit Saint-Bénigne est classée au titre des monuments historiques par décret du 26 juillet 1922.
En novembre 1429, Guy et Jean de Pontarlier, seigneurs de Magny, vendirent à Jean Bonnot cette propriété avec ses dépendances, ils la nommèrent le Meix Magny ; ils la vendirent cinq cents vingt livres tournois, et obligèrent l'acquéreur de fonder une messe à perpétuité, qui serait célébrée tous les jours dans la tour ou chapelle dite de Saint-Bénigne. Le 28 décembre de l'année suivante, Jean Bonnot fit donation de cette place et de ses dépendances aux Hospitaliers de la Madeleine, à condition seulement de faire célébrer cette messe. Le contrat de vente du Meix-Magny, indique que ce meix consistait en maisons, jardins, cloison et une tour où saint Bénigne fut mis en chartre et reçut son martyre, le tout contigu aux murs, et étant enclavé dans les murs devant le Chastel de Dijon, tenant d'une part par la tour de la Chapelle Saint-Bénigne au Meix du Temple de Dijon ; d'autre part à la rue par laquelle on va à une poterne, et à la rue des Frères Mineurs, aboutissant par devant sur la rue par laquelle on va à la poterne du Bourg, autrement la portelle de Saint-Étienne. Ce qui fait voir que la Tradition a toujours été que la Tour qui servait de chapelle aux anciens Vicomtes dans le « Meix Magny », et qui reste encore aujourd'hui tout entière derrière la Commanderie de la Madeleine, est le lieu où Saint Bénigne a été emprisonné, et où il a perdu la vie pour Jésus-Christ, suivant qu'il est rapporté dans les Actes du Martyre de ce Saint. Lieu par conséquent qui pour avoir été consacré par le sang de ce glorieux Martyr Apôtre de Dijon, ne peut y être en assez grande vénération, comme l'on ne peut aussi assez louer la piété de Guy et Jean de Pontarlier, d'avoir obligé Jean Bonnot acquéreur de leur Maison et de cette Chapelle, d'y fonder à perpétuité une Messe quotidienne ; et la fidélité de Jean Bonnot, en ce que par le contrat de l'an 1430, il a expressément obligé les Maîtres et Frères de l'Hôpital de Saint Jean de Jérusalem, de célébrer cette Messe dans la même Chapelle qui serait nommée la Chapelle de la Chartre Saint Bénigne